# Carben (Adelsgeschlecht)

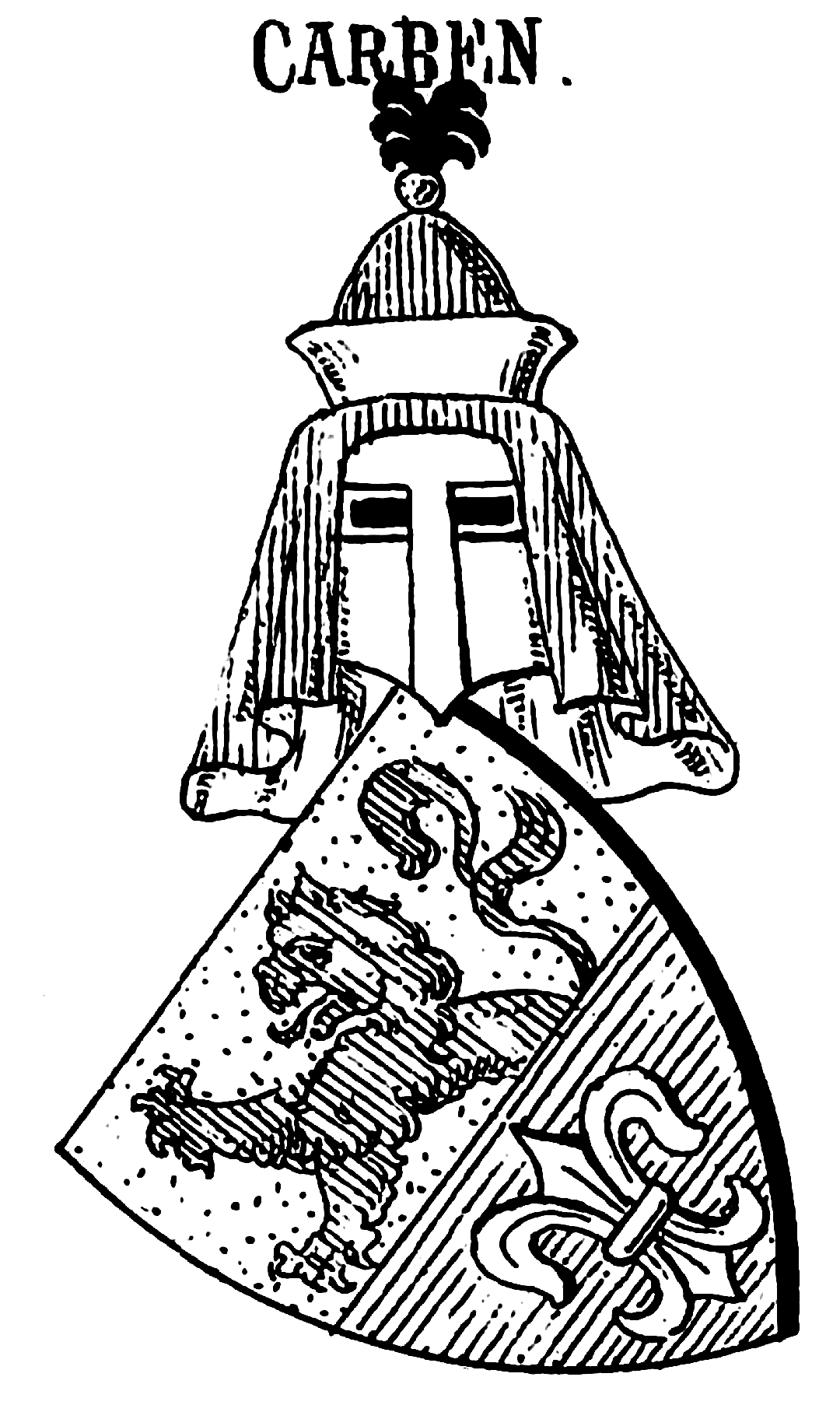
Wappen derer von Carben in Siebmachers Wappenbuch von 1882

Die Herren von Carben (auch: Karben) waren ein ritterständiges Adelsgeschlecht, das besonders in der Wetterau und der heutigen Stadt Karben begütert war. Sie stellten mehrere Schultheiße der Freien Reichsstadt Frankfurt am Main und Burggrafen der Reichsburg Friedberg.

## Geschichte
Das Geschlecht ist frühestens zu Beginn des 13. Jahrhunderts urkundlich nachweisbar mit dem 1217 gestorbenen Ruprecht von Carben. Unter dessen Enkeln teilte sich die Familie auf in eine jüngere, Hartmutsche Linie, die im 15. Jahrhundert mit Werner von Carben, Propst zu Ilbenstadt wieder ausstarb. Die ältere Rupertische Linie weist eine regional weit verzweigte Verwandtschaft auf und ist namentlich mit Zweigen zu Karben, zu Burggräfenrode, zu Birklar und zu Staden belegt.
Zu unterscheiden von den Herren von Carben ist die Familie Dugel von Carben (auch: von Carben genannt Dugel). Ob diese miteinander verwandt waren oder sich nur zufällig nach dem gleichen Ort benannten, ist heute nicht mehr zu ermitteln.
Ein Niedergang der Familie von Carben mit dem Aussterben mehrerer Familienzweige setzt in der Zeit des Dreißigjährigen Kriegs ein. 1622 starb die älteste Karbener Linie mit dem Zwölfjährigen Eustach Konrad aus. Sein Bruder Johann Adolf Gottfried starb ein Jahr zuvor 18-jährig in Böhmen. Die Linie zu Birklar starb kurz nach 1638 mit Conrad Wilhelm von Carben aus. Es folgten nacheinander die Linien zu Burg-Gräfenrode und Wisselsheim, sodass bis ins 18. Jahrhundert nur die Linie zu Staden verblieb. Als letztes männliches Mitglied verstarb 1729 Franz Emmerich Lothar Burkhard Adolf von Carben. Der Sohn seiner Schwester, Frobenius Ferdinand Josef Freiherr von Wetzel, erhielt 1775 die kaiserliche Genehmigung, Namen und Wappen zu vereinen. Die Familie nennt sich seitdem von Wetzel, genannt von Carben.

## Wappen
- Die ältere Rupertische Linie führte ein geteiltes Wappen, oben in Gold ein roter wachsender zweischwänziger Löwe, unten in Blau eine silberne Lilie.  Auf dem Helm mit rot-silbernen Decken ein silbern gestulpter roter Hut, darauf eine goldene Kugel, mit schwarzem Hahnenfederbusch besteckt.
- Von der jüngeren Hartmutschen Linie ist ebenfalls ein zweigeteiltes Wappen bekannt, oben mit einer Lilie (manchmal wachsend), darunter ein Balken.

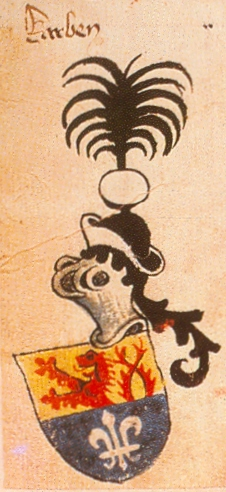
Wappen derer von Carben im Ingeram-Codex von 1459
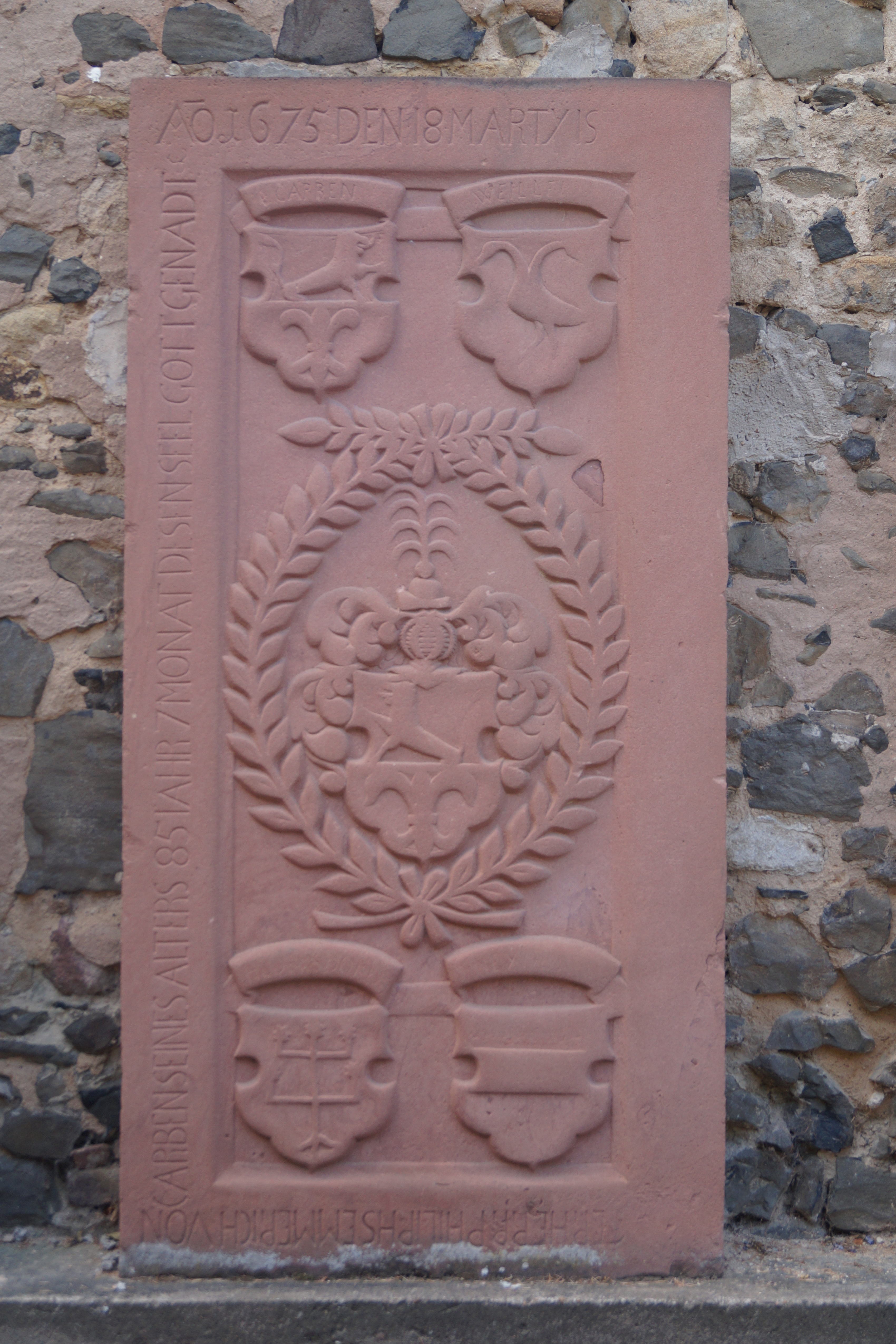
Grabplatte des Philipp Emmerich von Carben zu Staden an der Basilika in Ilbenstadt, das vollständige Carbener Wappen in der Mitte
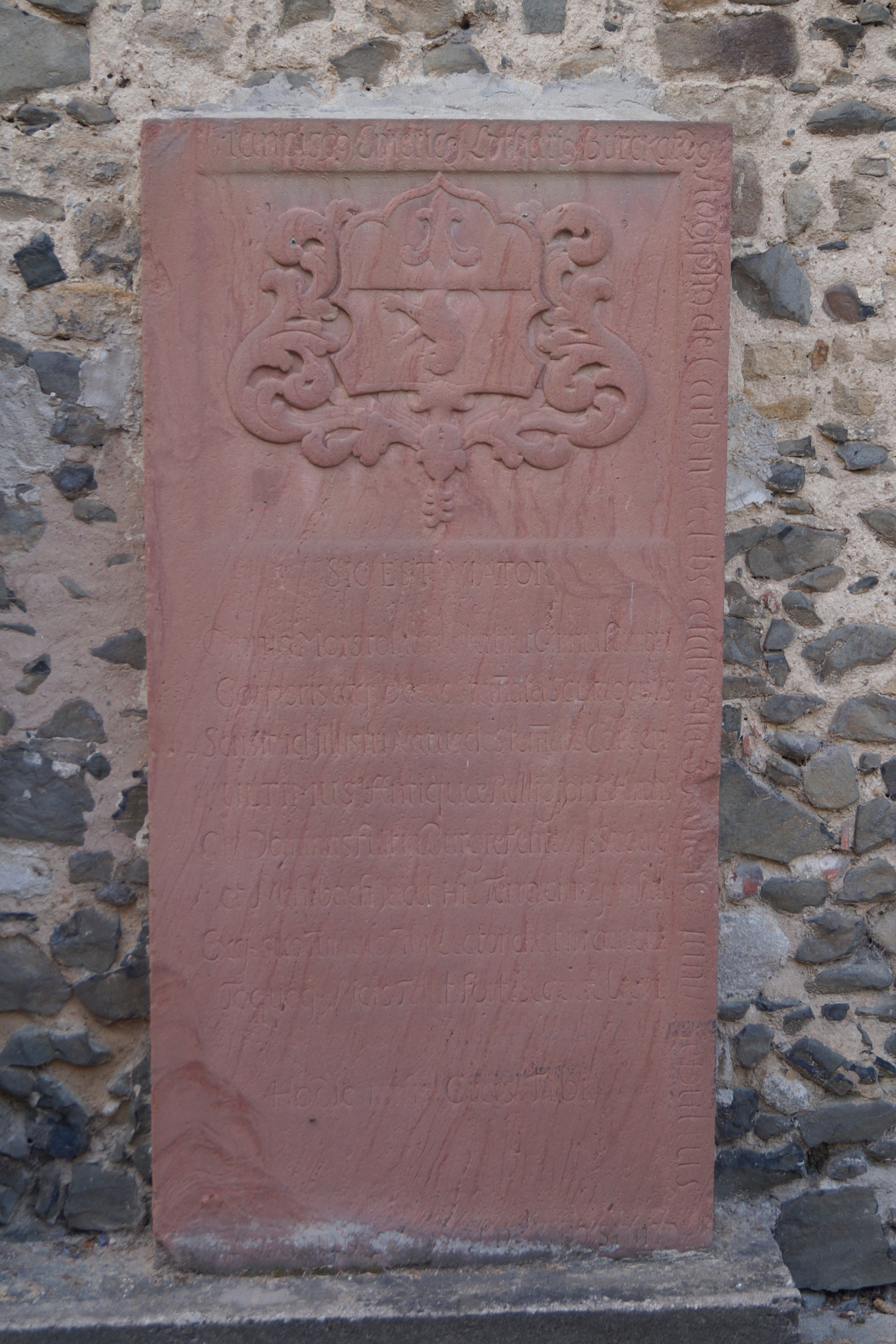
Grabplatte des Franz Emmerich Lothar Burkhard Adolf von Carben an der Ilbenstädter Basilika, das Wappen ist gestürzt dargestellt, da mit ihm 1729 die Familie von Carben ausstarb.
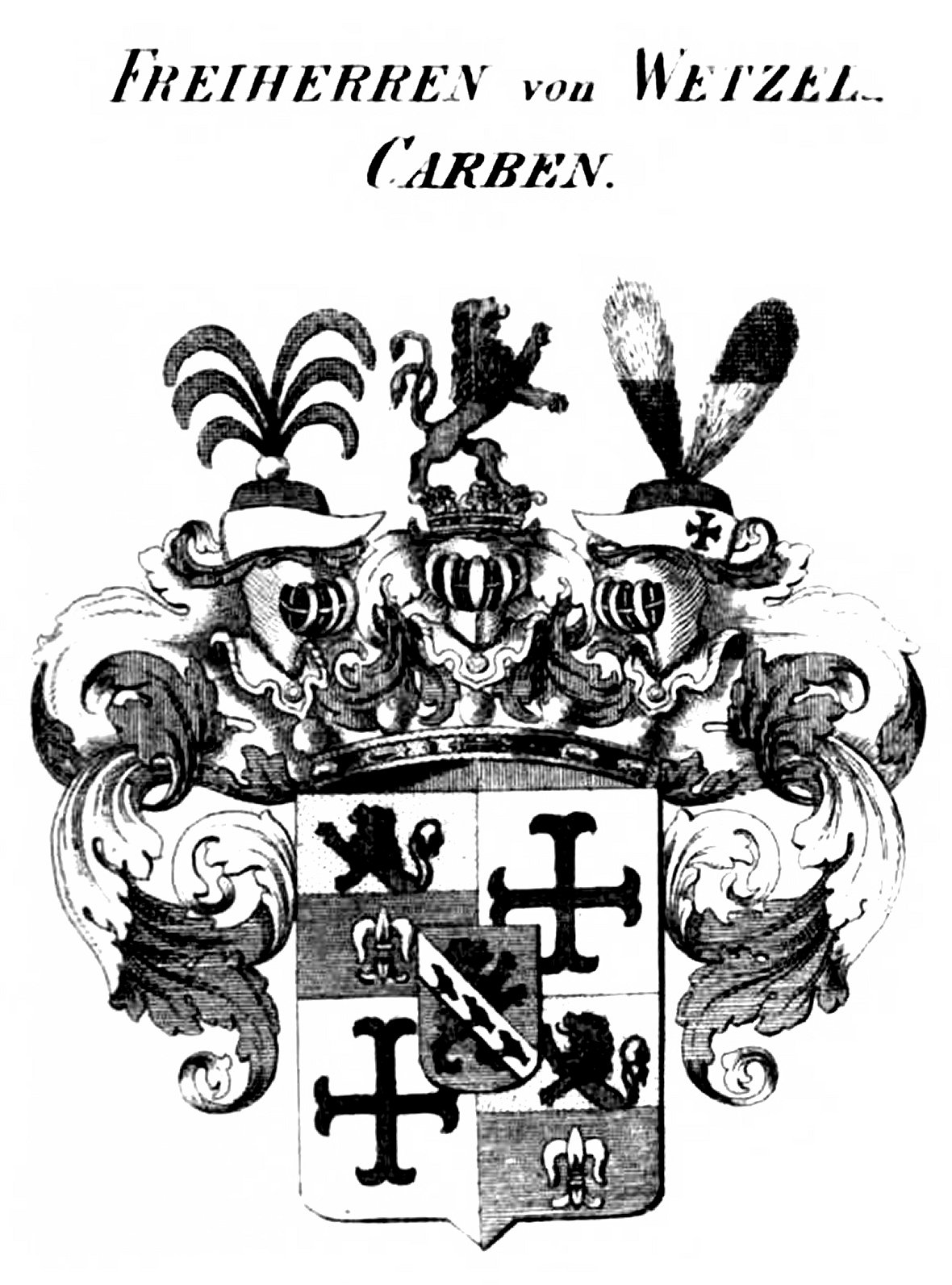
Wappen der Freiherren von Wetzel Carben

## Besitz
- In Groß- und Klein-Karben besaßen sie jeweils eine Hube Land als Lehen der Grafschaft Hanau-Münzenberg. Auf einen früheren Adelssitz der Herren von Carben geht vermutlich auch das heutige Leonhardische Schloss zurück. In Okarben kamen zweieinhalb Huben als Lehen des Klosters Limburg an der Haardt hinzu.
- Burg-Gräfenrode mit den dortigen Burganlagen war seit der Zeit der Herren von Münzenberg ungeteiltes Lehen in der Hand der Herren von Carben. Die Besitzverhältnisse verkomplizierten sich aber als Folge der Münzenberger Erbschaft in den kommenden Jahrhunderten erheblich.
- Melbach kam als Pfandbesitz von der Reichsburg Friedberg an die Familie von Carben. Durch den Übergang an die katholische Familie von Wetzel kam es zu erheblichen Konflikten mit der evangelischen Dorfbevölkerung.
- Besitz in Birklar fiel in der Mitte des 16. Jahrhunderts durch Heirat mit Sibylle von Muschenheim an Conrad Quirin von Carben.
- Wisselsheim und die dortigen Salzquellen besaßen sie als gemeinsames Lehen mit den Herren von Döringenberg.
- Teilhaber an der Ganerbschaft Staden mit Anteil an der Burg Staden waren sie seit dem Beginn 1405. Mit dem Aussterben der Herren von Stockheim und Herren von Büches erbten sie deren Anteile, so dass sie bei ihrem Aussterben 1729 fast die Hälfte der Ganerbschaft besaßen.
- Schloss und Dorf Höchst an der Nidder als Mitganerben der Herren von Büches. Auf der Höchster Gemarkung stiftete der Friedberger Burggraf Ruprecht von Carben zusammen mit Konrad von Büches 1268 das Kloster Engelthal.
- Burgmannshof mit Anteil an der Reichsburg Friedberg.
- Festes Haus in Nieder-Rosbach.
- weiterer Streubesitz in Erbstadt, Bornheim (spätere Stalburger Oede), Echzell, Berstadt und Utphe sowie verschiedene zeitlich begrenzte Burglehen.

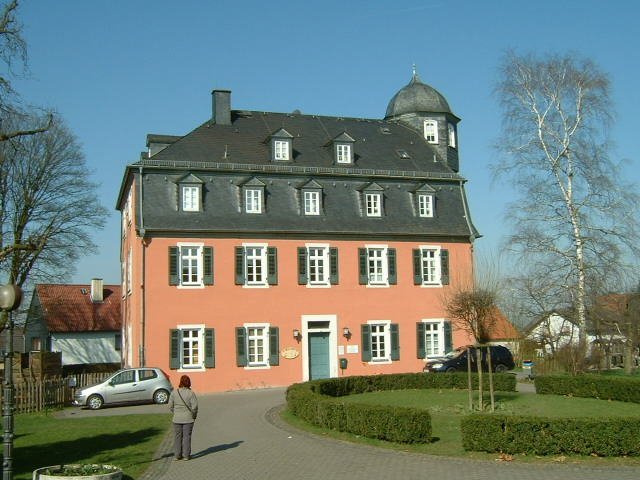
Burg-Gräfenrode
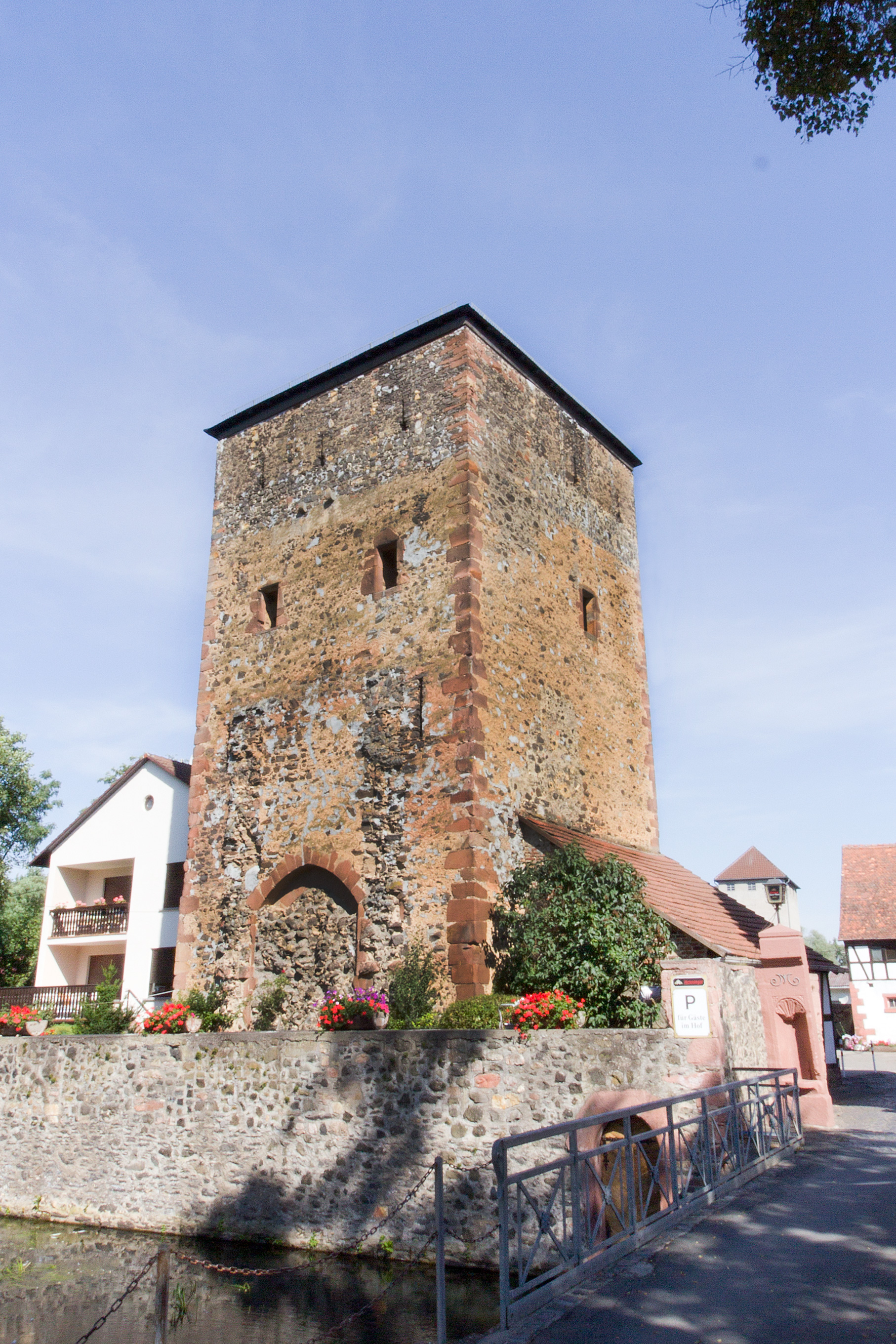
Burg Staden
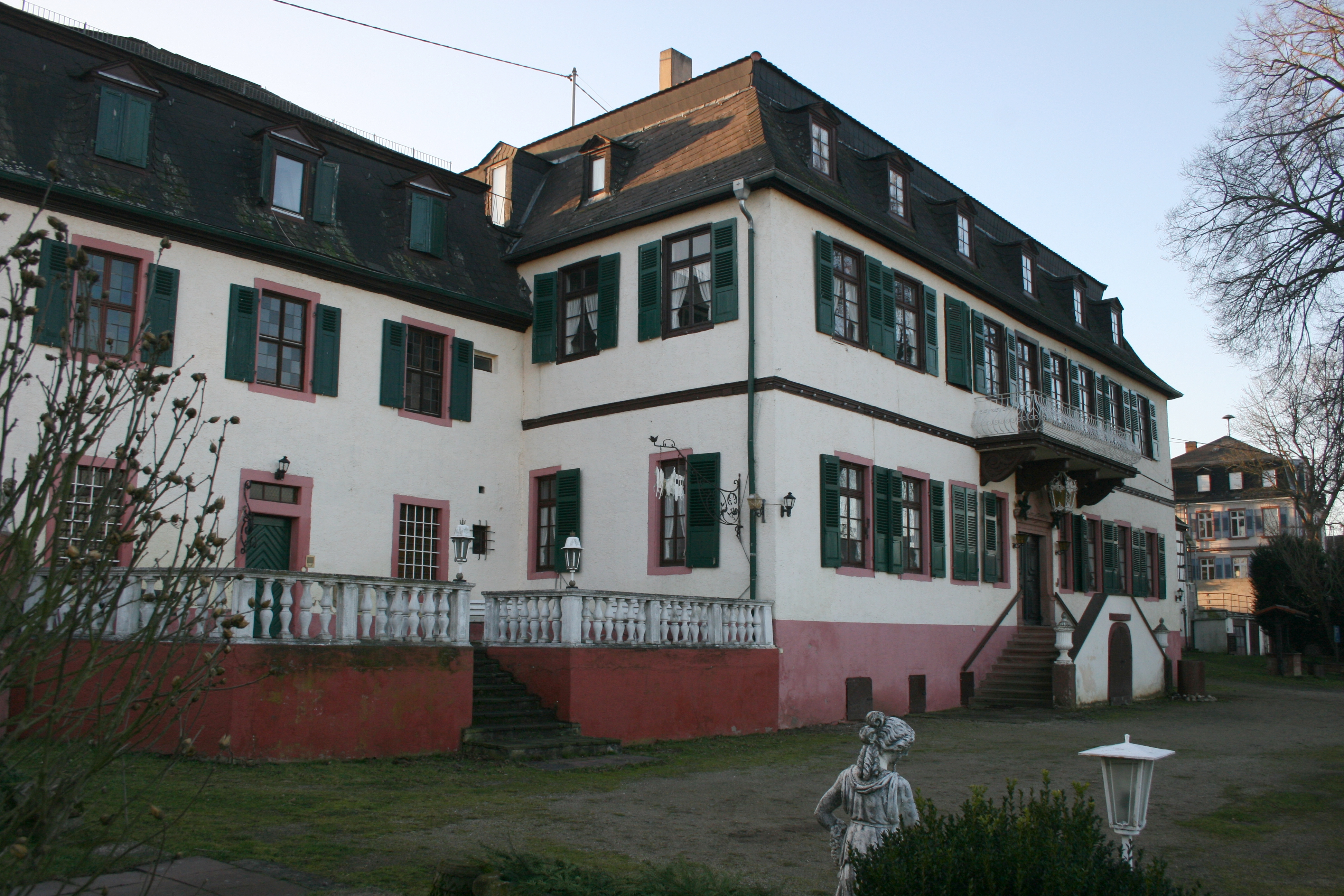
Schloss und Dorf Höchst an der Nidder
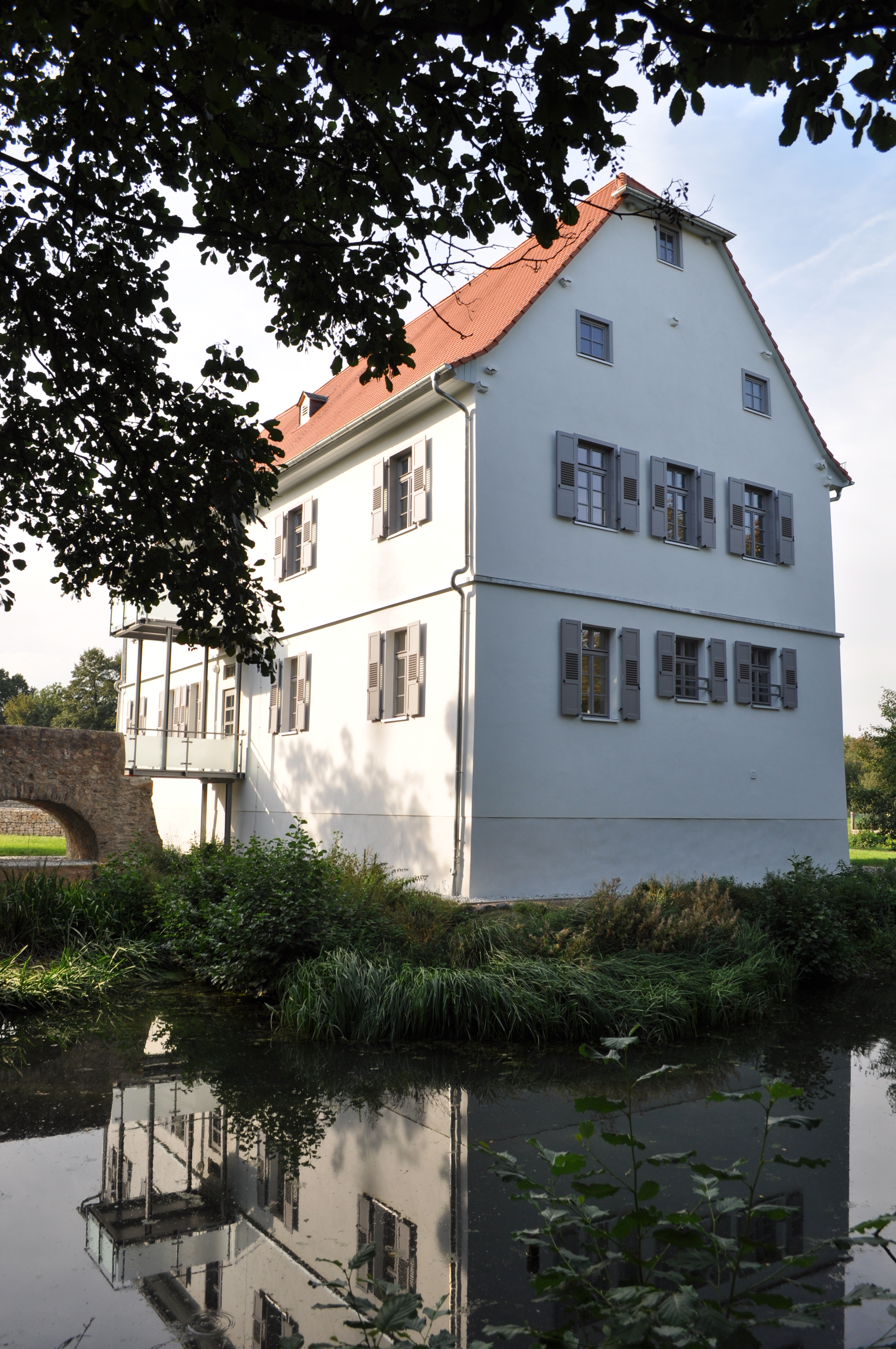
Festes Haus in Nieder-Rosbach
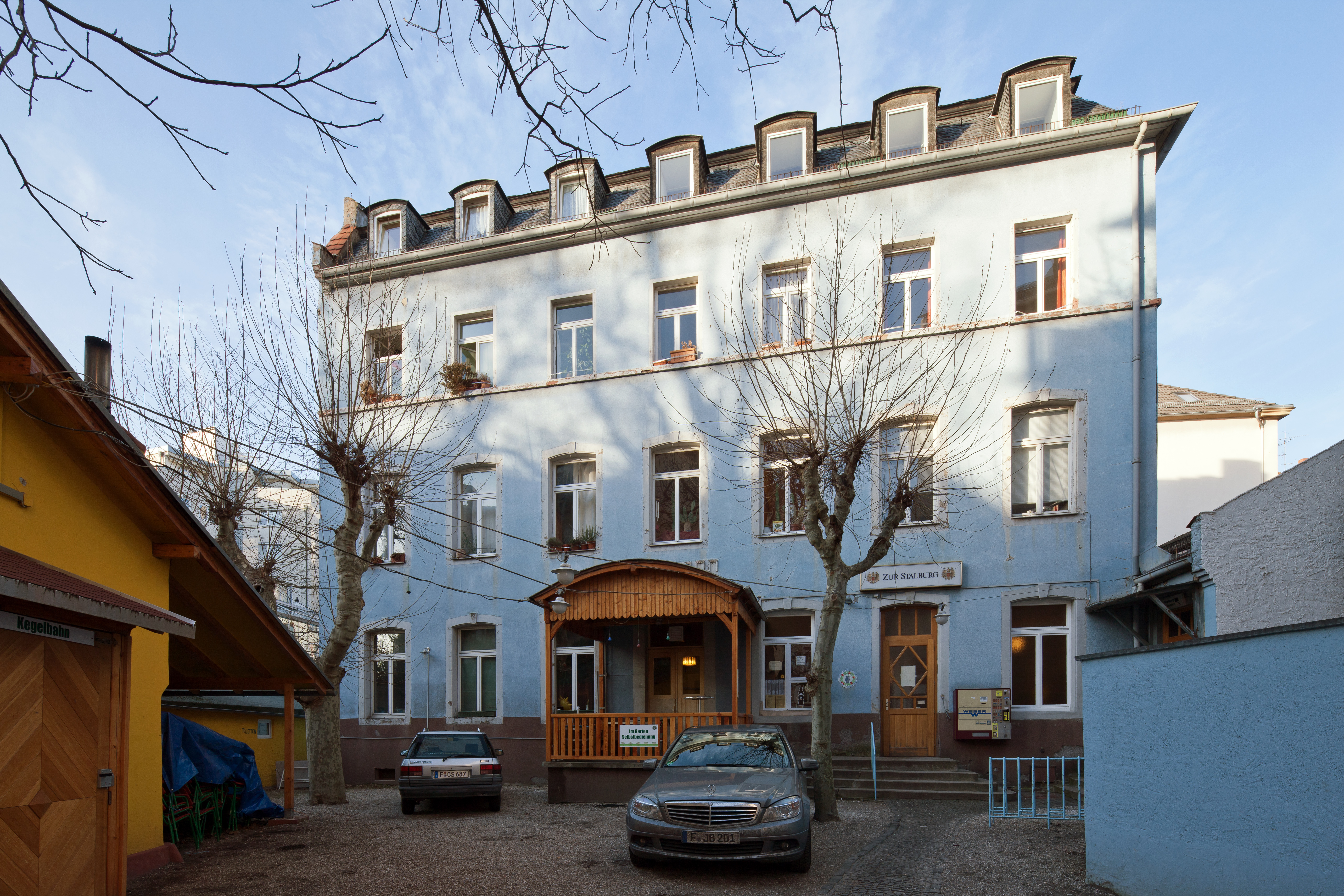
Bornheim (spätere Stalburger Oede)

## Bedeutende Familienangehörige
- Rupert von Carben (Friedberger Burggraf 1239–1243, zugleich Schultheiß in Frankfurt)
- Rupert von Carben (Friedberger Burggraf 1265/66–1280/82)
- Friedrich von Carben (Friedberger Burggraf 1284–1287)
- Rupert von Carben (Friedberger Burggraf 1288–1290)
- Rupert von Carben (Friedberger Burggraf 1311)
- Friedrich von Carben (Friedberger Burggraf 1346, zuvor 1330 Schultheiß in Frankfurt)
- Emmerich von Carben (Friedberger Burggraf 1483–1502)
- Emmerich von Carben, 1503 Vizedom zu Mainz, 1511 kurmainzischer Rat
- Johann Eitel von Carben (1571–1574 Schultheiß zu Frankfurt)
- Wolfgang Adolf von Carben (Friedberger Burggraf 1632–1671)